# کاخ فالکلند

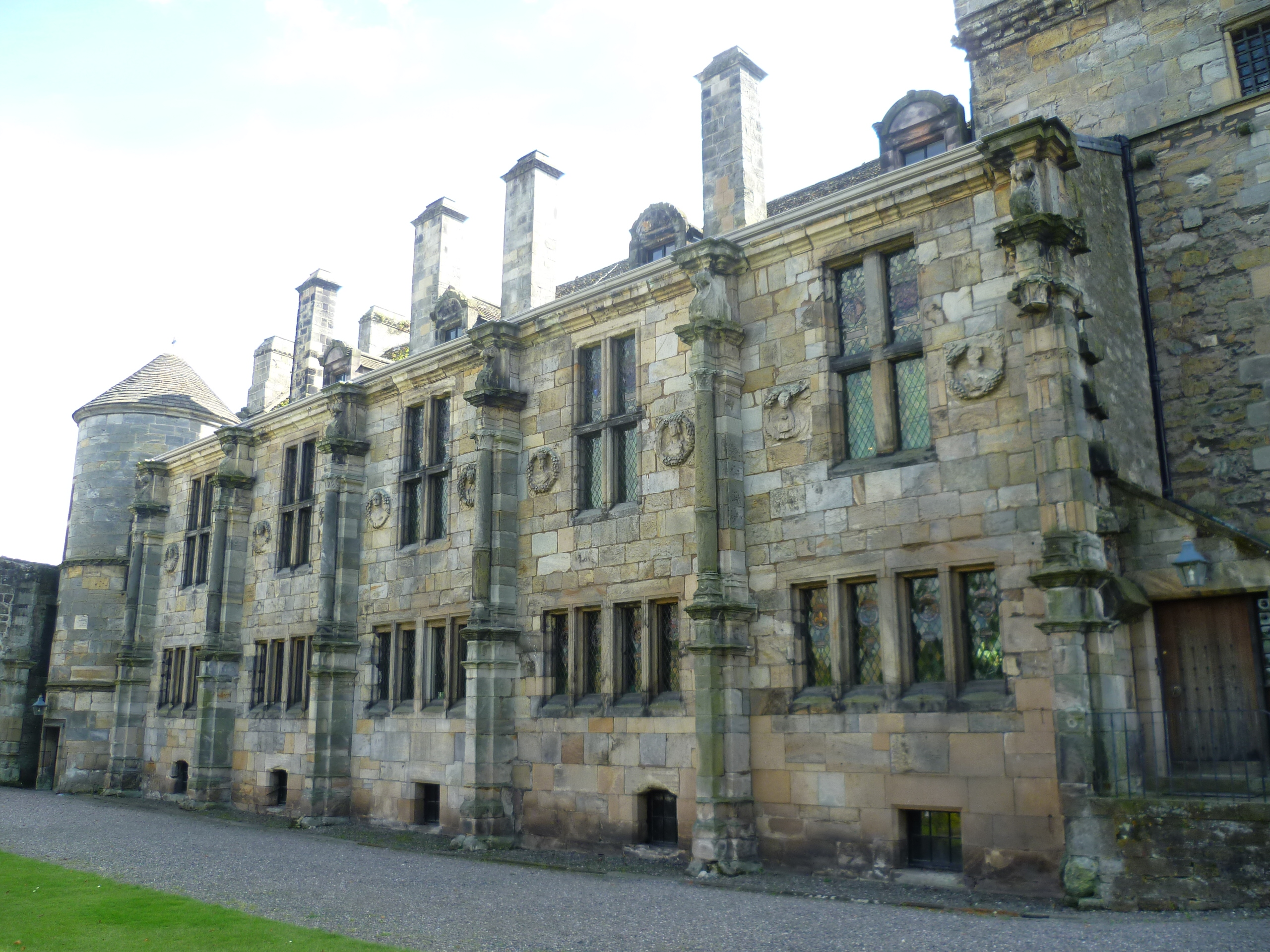
کاخ فالکند

کاخ فالکلند در فالکلند، فایف، اسکاتلند، یک کاخ سلطنتی پادشاهان اسکاتلندی است. جیمز یکم پادشاه انگلستان در این کاخ زندگی می‌کرد و الیزابت استوارت مادر بزرگ جورج یکم در آنجا دنیا آمده است.
پیش از اینکه کاخ ساخته شود در این محل شکارگاهی در سده ۱۲ میلادی وجود داشته در سده ۱۳ این شکارگاه گسترش یافت و در ان دژی برای دفاع ساخته شد. زمین‌های اطراف آن در نهایت باغ کاخ شد.